# Hans-Thomas Tillschneider

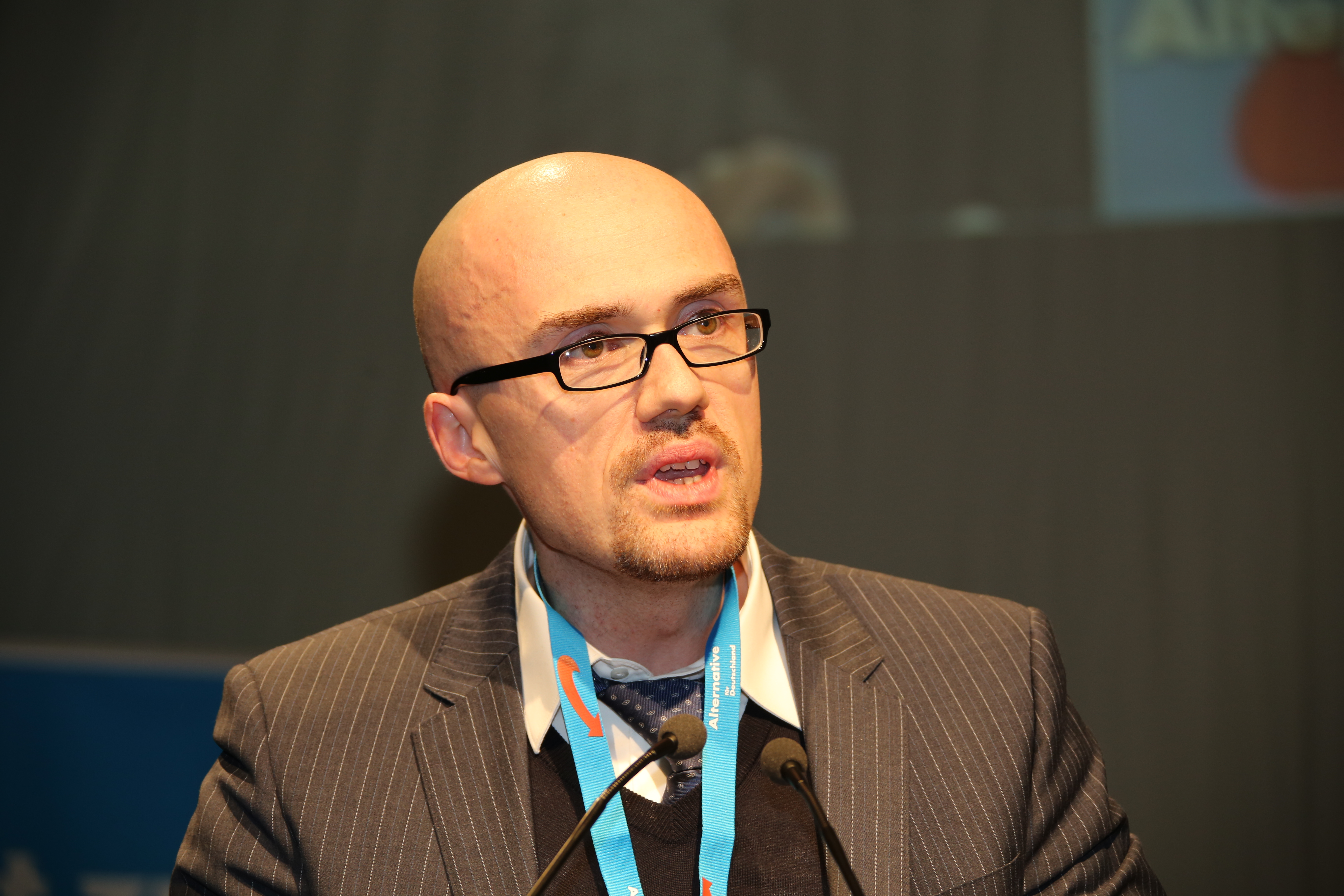
Hans-Thomas Tillschneider (2014)

Hans-Thomas Tillschneider (* 5. Februar 1978 in Timișoara, Rumänien) ist ein deutscher Politiker (AfD). Seit März 2016 ist er Abgeordneter im Landtag von Sachsen-Anhalt und kulturpolitischer Sprecher der AfD-Landtagsfraktion. Er ist seit 2020 stellvertretender Landesvorsitzender der AfD Sachsen-Anhalt und seit 2021 auch 2. stellvertretender Vorsitzender der AfD-Fraktion im Landtag von Sachsen-Anhalt. Tillschneider gilt als Akteur des rechtsextremen Flügels seiner Partei und war Sprecher der inzwischen aufgelösten Patriotischen Plattform der AfD. Tillschneider hat enge Kontakte zur rechtsextremen Identitären Bewegung und ist Mitbegründer des IB-nahen Kampagnennetzwerks Ein Prozent für unser Land. Er kooperiert eng mit dem Institut für Staatspolitik und dem Monatsmagazin Compact, die beide auch an Ein Prozent beteiligt sind. Entsprechend wird er der „Neuen Rechten“ zugeordnet. Am 13. Februar 2020 wurde bekannt, dass er – neben Björn Höcke und Andreas Kalbitz – seit Jahresbeginn vom Verfassungsschutz beobachtet wird.

## Leben

### Kindheit und Jugend
Tillschneider wurde 1978 als Rumäniendeutscher (Banater Schwabe) in Timișoara im westlichen Rumänien, dem Zentrum des Banats, geboren. Er selbst bezeichnet sich als „Angehöriger der volksdeutschen Minderheit“ und gibt den Geburtsort mit „Temeschburg“ an.
Er wuchs im baden-württembergischen Freudenstadt auf, besuchte das dortige Kepler-Gymnasium und legte 1997 das Abitur ab. Beim Landeswettbewerb Deutsche Sprache und Literatur Baden-Württemberg von 1997 gehörte er zu den Preisträgern.

### Ausbildung und akademische Laufbahn
Ab 1998 studierte Tillschneider Islamwissenschaften, Arabistik, Philosophie und Deutsche Literaturgeschichte an den Universitäten in Freiburg im Breisgau und Leipzig sowie 2000/2001 in Damaskus und beendete das Studium 2004 als Magister Artium (M.A.). Seine Arbeit Die Entstehung der juristischen Hermeneutik (uṣūl al-fiqh) wurde u. a. im Journal of the American Oriental Society überwiegend positiv aufgenommen. Der Göttinger Islamwissenschaftler Jens Scheiner bemerkte in einer Rezension für Sehepunkte: „Tillschneider ist es gelungen, eine bisher kaum untersuchte Methode der juristischen Hermeneutik, die 'āmm/ḫāṣṣ-Exegese, dem Fachleser auf exzellente Weise näherzubringen und durch seine These, der zufolge diese Exegesemethode entscheidende Anstöße zur Entwicklung der uṣūl al-fiqh gegeben hat, die Forschung zur Entstehung des frühislamischen Rechts ein gutes Stück voranzubringen.“
2005 begann er als Stipendiat der Studienstiftung des deutschen Volkes eine Promotion an der Friedrich-Schiller-Universität Jena zum Thema Die Offenbarungsanlässe (asbāb an nuzūl) im klassischen und modernen Islam. 2009 wurde er beim Islamwissenschaftler Ulrich Rebstock an der Philosophischen Fakultät der Universität Freiburg zum Dr. phil. promoviert. Die überarbeitete Fassung seiner Dissertation, 2011 erschienen als Monografie, wurde in Fachrezensionen positiv bewertet.
Anschließend war er Post-Doc im ERC-Projekt „Islamic Law Materialized“ am Institut de recherche et d’histoire des textes (IRHT) des Centre national de la recherche scientifique (CNRS) in Paris. Von 2010 bis Ende Juli 2016 war Tillschneider Akademischer Rat auf Zeit am Lehrstuhl für Islamwissenschaft (Professur Rainer Oßwald) an der Sprach- und Literaturwissenschaftlichen Fakultät der Universität Bayreuth.
Zurzeit ruht seine universitäre Tätigkeit wegen des Landtagsmandats.

### Weiteres
Tillschneider ist konfessionslos, verheiratet und Vater zweier Kinder. Seit 2015 lebt er in Sachsen-Anhalt.
Am 12. Februar 2020 wurde bekannt, dass seine außerparlamentarischen Aktivitäten ab sofort vom Verfassungsschutz beobachtet werden.

## Politische Tätigkeit

### Partei
Tillschneider, der 1996 der FDP angehörte, ist seit 2013 Mitglied der Alternative für Deutschland (AfD); er gehörte 2014/2015 dem Landesvorstand der AfD Sachsen an. Von Seiten der Leipziger AfD-Geschäftsstelle wurden seine Funktionen als „Vorstandsmitglied, Schriftführer, Programmkommission“ ausgewiesen. So trägt er auch Mitverantwortung für das interne Papier „AfD Sachsen – Kernforderungen der AG Familie, Bildung, Hochschule, Wissenschaft“. Darüber hinaus war Tillschneider Gründer des Arbeitskreises Islam. Im September 2015 kandidierte er, mittlerweile in Sachsen-Anhalt aktiv, erfolglos beim Landesparteitag der AfD Sachsen-Anhalt in Güsten für das Amt des Schriftführers und des Beisitzers im Landesvorstand.
Außerdem ist er Mitglied der völkischen Patriotischen Plattform (PP). Die PP wurde maßgeblich von Mitgliedern des sächsischen AfD-Landesverbandes initiiert; Tillschneider tritt öffentlich als „deren Sprecher“ (auch in der Eigendarstellung) in Erscheinung – er gilt als Vorsitzender bzw. Leiter der Vereinigung. Der Politikwissenschaftler Hajo Funke bezeichnet die PP als „Kampfverband zur Durchsetzung rechtsradikaler Positionen in der AfD“; Verfassungsschützern verschiedener Bundesländer fiel die PP durch „rechtsextreme Positionen“ ähnlich der der „Identitären Bewegung“ auf. Die Ablehnung des Aufnahmeantrags des Verlegers Götz Kubitschek und dessen Frau Ellen Kositza in die AfD durch den Bundesvorstand wurde von Tillschneider in seiner Funktion als Vorstand der PP öffentlich kritisiert.
Tillschneider ist Unterstützer der von Björn Höcke und André Poggenburg initiierten parteiinternen Plattform Der Flügel und dessen Positionspapiers Erfurter Resolution. AfD-Landesvorsitzender Höcke schlug auf dem Kyffhäuser-Treffen des Flügels Tillschneider und Poggenburg für die Wahl des Bundesvorstandes beim Essener Parteitag vor. Tillschneider seinerseits unterstützte 2015 offen die gegen Bernd Lucke gerichtete Kandidatur von Frauke Petry für den Bundesvorsitz.
Im August 2016 wurde er wegen unvereinbarer Äußerungen als PP-Sprecher vom Landesvorstand der AfD Sachsen-Anhalt gerügt.
Im September 2021 wurde er zum stellvertretenden Landesvorsitzenden der AfD Sachsen-Anhalt gewählt.

### Abgeordneter
Bereits bei der Bundestagswahl 2013 kandidierte er erfolglos auf Listenplatz 7 seines Landesverbandes. Bei den Kommunalwahlen in Sachsen 2014 trat er dann erfolglos im Wahlkreis 5 – Stadt Leipzig an; er vereinigte 490 Stimmen. Im Vorfeld der Europawahl 2014 unterlag er parteiintern Joachim Starbatty und konnte sich somit keinen Platz auf der Liste sichern. Aus beruflichen Gründen verzichtete er bei der Landtagswahl in Sachsen 2014 auf eine Kandidatur.
Nach seinem Umzug nach Sachsen-Anhalt wurde Tillschneider von der AfD Sachsen-Anhalt bei der Kandidatenaufstellung zur Landtagswahl 2016 auf Listenplatz 10 der Landesliste gewählt und zudem als Direktkandidat seiner Partei im Wahlkreises Bad Dürrenberg-Saalekreis (Wahlkreis 34) aufgestellt. Er zog mit 30,9 Prozent der Erststimmen als Gewinner des Wahlkreises in den Landtag von Sachsen-Anhalt ein. Er ist dort Mitglied des Ausschusses für Bundes- und Europaangelegenheiten sowie Medien und des Ausschusses für Bildung und Kultur.
Im Juni 2017 hielt Tillschneider im Landtag in Magdeburg eine Rede, in der er die Ablösung von Operndirektor Florian Lutz sowie „gediegene, stolze und intelligente Werkinterpretationen […] statt hohler Experimente und statt dümmlicher Willkommenspropaganda“ forderte.
Von September 2017 bis Ende 2019 unterhielt Tillschneider in Halle ein zweites Abgeordnetenbüro im Haus der Identitären Bewegung, die dort als Kontrakultur Halle auftritt, in der Adam-Kuckhoff-Straße 16 außerhalb seines Wahlkreises. Nach eigenen Angaben war er Untermieter des von ihm mitgegründeten Kampagnennetzwerks Ein Prozent für unser Land, das eng mit den Identitären verbunden ist. Er fühle sich dem Hausprojekt eng verbunden: „Wir brauchen, gerade auch in der Nähe zu den Universitäten, Begegnungsorte einer Gegenkultur zum linksversifften Mainstream.“ Durch das Büro erreichte Tillschneider, dass das vom Verfassungsschutz beobachtete Haus unter Polizeischutz gestellt wurde. Einen Angriff von zwei aus dem Haus kommenden Vermummten mit Pfefferspray auf zwei Zivilpolizisten rechtfertigte Tillschneider laut Mitteldeutscher Zeitung als „Notwehr“. Zuvor seien „betrunkene Linke“ vor dem Haus erschienen und hätten mindestens Beleidigungen gerufen, die Identitären sprachen auch von Würfen mit Flaschen. Die Polizisten gaben an, sich wiederholt ausgewiesen zu haben. Tillschneider – der selbst kein Zeuge war – ließ hingegen verlauten, er gehe nicht davon aus, dass die Angreifer sich wissentlich gegen das Gesetz gestellt hätten, und bedauerte, jeder Fall einer Notwendigkeit, sich gegen einen Angriff verteidigen zu müssen, sei „einer zuviel“.
Seit Anfang des Jahres 2020 beobachtet der Verfassungsschutz Tillschneider mit nachrichtendienstlichen Mitteln. Diese Überwachung bezieht sich auf außerparlamentarische Aktivitäten, nicht auf die parlamentarische Arbeit.
Ende September 2020 wurde Tillschneider beim Parteitag der AfD Sachsen-Anhalt mit 84 Prozent zum stellvertretenden Landesvorsitzenden gewählt. Tillschneider äußerte dazu mit Bezug auf seine Beobachtung durch den Verfassungsschutz, dieses Ergebnis zeige, „wenn hier jemand angegriffen wird, dann wirkt sich das als eine Empfehlung aus“. Weiter sagte er: „Wir, die AfD, sind der einzige Verfassungsschutz in diesem Land.“
Bei der Landtagswahl 2021 zog Tillschneider über Platz 3 der AfD-Landesliste wieder in den Landtag von Sachsen-Anhalt ein.

### Sonstige Aktivitäten

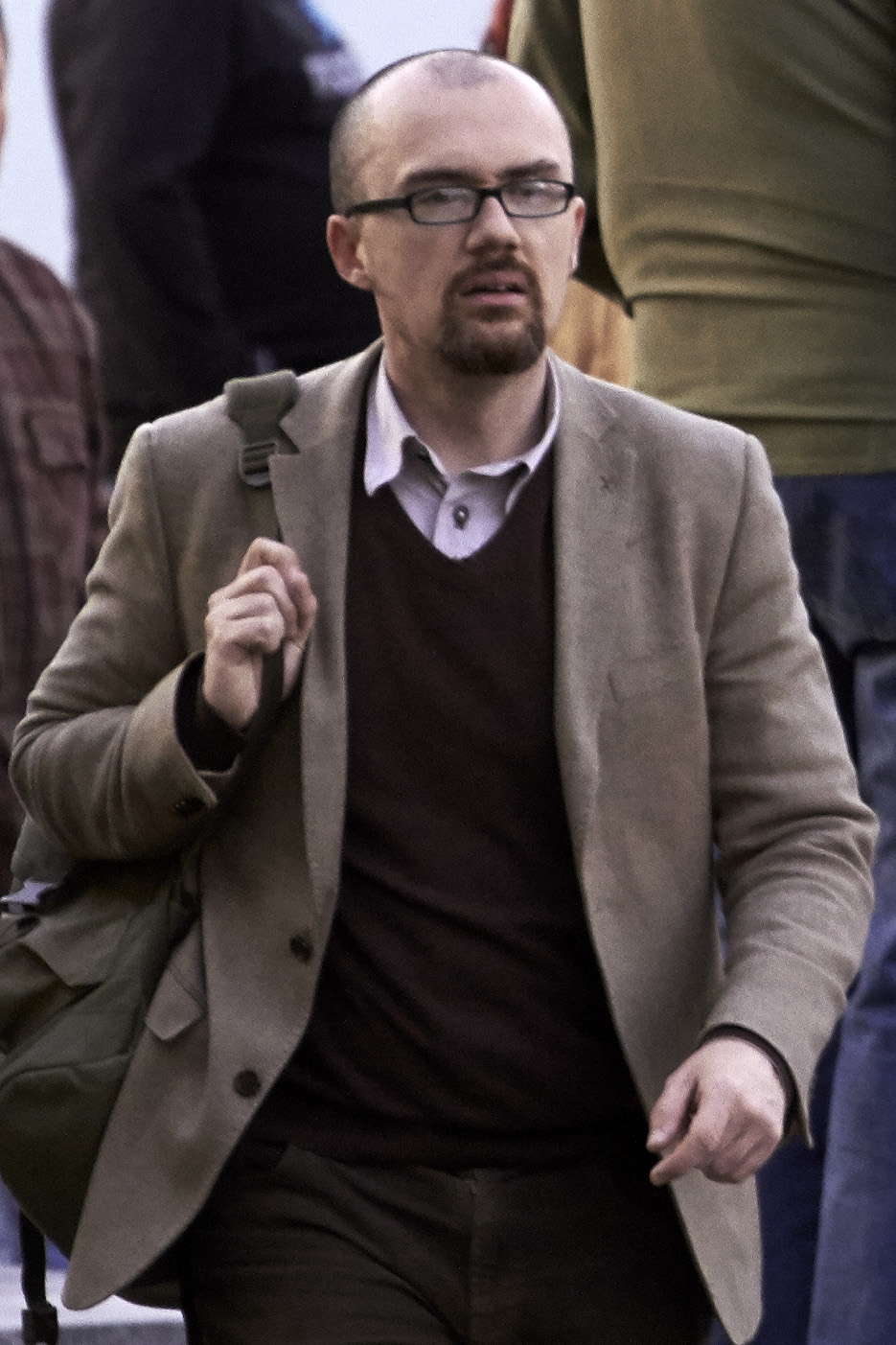
Tillschneider auf einer LEGIDA-Demonstration in Leipzig (2015)

Er besuchte 2014 die neurechte, durch Felix Menzel organisierte Messe zwischentag auf dem Haus der Alten Breslauer Burschenschaft der Raczeks in Bonn, die nach Beobachtern eine „Scharnierfunktion zwischen konservativer und extremer Rechter“ einnimmt. Er gab zudem Menzels neurechter Zeitschrift Blaue Narzisse (2014), Manuel Ochsenreiters rechtsextremer Zeitschrift Zuerst! (2015) und Götz Kubitscheks neurechter Zeitschrift Sezession (2015) Interviews. Zuvor war er bereits Autor eines Kurzbeitrages in der Sezession und Referent beim 10. Staatspolitischen Salon des neurechten Instituts für Staatspolitik (IfS) auf dem Haus der Berliner Burschenschaft Gothia. Gemeinsam mit Götz Kubitschek und Jürgen Elsässer referierte er noch im selben Jahr bei einer Veranstaltung des Querfront-Magazins Compact in Berlin.
Tillschneider ist ferner der Pegida-Bewegung verbunden; so nahm er an der Demonstration in Dresden teil und stand nach eigenen Angaben dem Leipziger Ableger, LEGIDA, als Berater zur Verfügung. Tillschneider lobte, so die Politikwissenschaftler Lars Geiges, Stine Marg und Franz Walter, PEGIDA öffentlich und stellte zugleich fest, dass eine Partei fehle, „die den Protest in die Parlamente“ trage. Im Mai 2016 sprach er als erster AfD-Mandatsträger auf einer PEGIDA-Demonstration in Dresden und forderte das Bundesverdienstkreuz für den Pegida-Chef Lutz Bachmann.
2016 beteiligte er sich an der neurechten Kampagne „Ein Prozent für unser Land“ um Götz Kubitschek.
Im September 2022 reiste er mit zwei anderen Landtagsabgeordneten der AfD nach Russland und plante auch die russisch besetzten Gebiete der Ukraine im Donbass zu besuchen. Die Reise wurde als Unterstützung der russischen Propaganda im russischen Überfall auf die Ukraine gewertet. Die Bundessprecherin der AfD Alice Weidel betonte, es handle sich um eine „Privatreise“, und nannte das Unternehmen „nicht zielführend“. Die drei Abgeordneten brachen ihre Reise ab und reisten nicht in den Donbass weiter.
Seit Januar 2023 schreibt Tillschneider – nach eigenen Angaben ohne eine Vergütung zu erhalten – eine monatliche Kolumne für die russische Tageszeitung Wedomosti, in der er den Kreml lobt und russische Propaganda wiedergibt.

## Politische Positionen
Der Sozialwissenschaftler Alexander Häusler bezeichnet Tillschneider als „Rechtsaußenvertreter der AfD“.
Der Soziologe Andreas Kemper rechnet Tillschneider zur „fundamentalistische[n] Neue[n] Rechten“.
2016 sagte Tillschneider, Völker seien „Gedanken Gottes“, daher habe „niemand […] das Recht, sie bis zur Unkenntlichkeit zu entstellen. Mit der Globalisierung und der zügellosen Masseneinwanderung erhebt sich der Mensch gegen die Schöpfung.“ Die Publizistin Liane Bednarz bezeichnete dies als „[v]ölkisches Denken im christlichen Gewand“.
Er unterstützt die Frankfurter Erklärung zur Gleichstellungspolitik um Günter Buchholz, die sich gegen die derzeitige Gleichstellungspolitik ausspricht und anmahnt, dass man Gleichstellungspolitik nicht mit Gleichberechtigung verwechseln dürfe. Im Mai 2016 gab er MANNdat, einem Akteur der antifeministischen Männerrechtsbewegung, in einem längeren Interview Auskunft über weitere geschlechterpolitische und familienpolitische Forderungen. In der Bildungspolitik setzt er sich dafür ein, den „Schulzwang“ durch eine „Bildungspflicht“ zu ersetzen, da Schulen eine „sozialistische Idealisierung des Kollektivs“ und Indoktrinierungsgefahr bedeuten würden. Die Alternative sei die Unterrichtung der Kinder durch die Eltern. In öffentlichen Schulen und Kindertagesstätten sieht er auch die Gefahr einer „Frühsexualisierung“ und dass schon bei Grundschulkindern um ein Verständnis für Homo- und Intersexualität geworben würde.
Im Juni 2018 bezeichnete Tillschneider beim Kyffhäusertreffen des Flügels die „deutsche Identität“ als „allumfassend“, sie sei daher „nicht erschöpfend definierbar und feststellbar“. Deutsch sei „alles, was wir mit unseren deutschen Augen sehen“. Es gebe, so Tillschneider, „eine deutsche Art, sich zu kleiden, […] zu kochen, […] zu bauen, […] zu musizieren“. Diese Art unterscheide sich „von allen anderen Völkern“. Laut dem Journalisten Michael Kraske ist dieses Verständnis von Deutschtum „übergriffige Vereinnahmung und Entmündigung“. „Verschiedene Herkünfte und Identitäten mit ganz verschiedenen Lebenswegen und Lebensweisen“ seien darin nicht vorgesehen. Das „nationalistische Kollektiv“ sei „alles, der Einzelne hingegen nichts“.
2018 kritisierte Tillschneider in der neurechten Sezession, dass die AfD-„Parteioberen“ bei der Demonstration am 1. September 2018 in Chemnitz einer Polizeianordnung zur Auflösung des Demonstrationszugs Folge geleistet und „kapituliert“ hätten, und schrieb von „Würdelosigkeit“. Man hätte, so Tillschneider, die Polizei „zwingen [müssen]“, gegen die Demonstranten vorzugehen, „damit sie sich so zur Kenntlichkeit entstellt“, denn ein „Strahl aus dem Wasserwerfer“ bringe „bei Temperaturen um die 18 Grad niemanden um“. Man habe „lange genug den Mund gehalten und die Faust in der Tasche geballt“. Das „Dahinvegetieren dieser Republik“ bis zum Auftreten von AfD und Pegida sei „doch schon ein einziger Schweigemarsch“ gewesen.
Im selben Jahr erklärte Tillschneider in einem Interview, er halte „diese Sakralisierung des Holocaust […] für hochgradig irrational“.
Eigenem Bekunden nach sympathisiert er mit der Identitären Bewegung und den Burschenschaften, wobei er sich von der Mehrheit der „gleichgeschalteten, linksliberalen Studenten“ abgrenzen möchte. Die AfD wolle, so Tillschneider, das Gleiche wie die Identitäre Bewegung, inhaltlich gebe es keinen Dissens. Beim „Identitären Stammtisch“ in Halle (Saale) hielt er einen Vortrag über „Parlament und Straße – gemeinsamer Widerstand.“
Laut dem Journalisten Marcus Bensmann ist Tillschneider ein Anhänger des Konzepts der „multipolaren Weltordnung“, das auch von russischen Nationalisten wie Alexander Dugin propagiert werde und dessen Kennzeichen die Infragestellung universeller Menschenrechte sei. Dementsprechend sollen regionale Mächte in ihrem Einflussgebiet ohne Rücksicht auf diese Menschenrechte über die benachbarten kleineren Länder verfügen können und dürfen. In einem Video erklärte Tillschneider, die „multipolare Weltordnung“ sei „der Gegenbegriff zur unipolaren Weltordnung, zur Weltherrschaft der USA“.
Unter Bezugnahme auf eine Bluttat in Illerkirchberg (Erstechung eines Mädchens; verurteilt wurde später ein Mann aus Eritrea) kommentierte Tillschneider Anfang Dezember 2022 die aufgrund des dringenden Tatverdachts der Planung eines Staatsstreichs erfolgte Razzia bei der Reichsbürger-Gruppierung „Patriotische Union“ in einem Facebook-Video folgendermaßen: „Um die Bürger vollends abzulenken von der Geschichte, zaubert man eine rechtsextreme Reichsbürger-Terror-Gruppe aus dem Hut.“
2024 sagte Tillschneider im Landtag von Sachsen-Anhalt, er „fürchte die Verfolgung nicht, denn ich weiß, Gott ist mit uns, Gott ist mit der AfD“. Diese habe eine historische Mission als „Drachentöter unserer Zeit“ und stehe „in dem Weltkampf zwischen den Mächten des Lebens und des Todes, des Lichtes und der Dunkelheit auf der Seite des Lebens und des Lichts“. Der Historiker Volker Weiß wies anhand dieser Zitate auf die Rußland- und Wladimir-Wladimirowitsch-Putin-Affinität Tillschneiders hin, da das von diesem bemühte Motto „Gott mit uns“ nicht nur die Koppelschlösser deutscher Soldaten in zwei Weltkriegen zierte, sondern auch ein Wappenspruch der russischen Zaren war. Der erwähnte „Drachentöter“ verweist laut Weiß auf den Nationalheiligen Russlands St. Georg.

### Muslimfeindlichkeit; Ablehnung eines Reformislams
Hans-Thomas Tillschneider war in den Jahren 2013 und 2014 dreimal Gastautor der FAZ. In dem FAZ-Artikel „Nicht ohne die nötige Traditionskritik“ kritisiert Tillschneider den Einzug bekenntnisorientierter Lehrstühle für islamische Theologie an deutschen Hochschulen. Die islamische Theologie bezeichnet er als „ein Hätschelkind der Politik“. Im Gegensatz zu den neutralen Islamwissenschaften hätten die Politiker bekenntnisgebundene Lehrstühle für Islamische Theologie und für Islamische Religionspädagogik an deutschen Universitäten eingerichtet, „um die Hinterhofmoscheen auszutrocknen, doch wie es aussieht, kommt nun die Hinterhofmoschee an die Universität.“ 2010 hatte er noch einen Aufruf deutscher Islamwissenschaftler zur Einführung islamischer Theologie an deutschen Universitäten unterstützt. Weiter vertritt Tillschneider die Auffassung, der Islam habe sich in den „kranken“ westeuropäischen Gesellschaften „eingenistet“ und „Parallelgesellschaften“ gebildet, „die wie ein Baumpilz am Stamm der deutschen Eiche wuchern“. Ein Einwanderungsgesetz bräuchte es „nur als Gesetz gegen, aber nicht als Gesetz für Einwanderung“.
Der Münsteraner Islamwissenschaftler Marco Schöller, der nach eigenen Worten von einem Standpunkt des „Szenarios der globalisierten Postmoderne“ ausgeht, befand, dass Tillschneider „einen essenzialistischen Kultur- und Nationalbegriff vertrete, wie er im 19. Jahrhundert von vielen propagiert worden sei und heute als obsolet gelten“ müsse. Es sei interessant, zu sehen, dass Tillschneider mit seiner Idee der Nationalkultur so unkritisch und historisch unreflektiert hantiere, wie er es gerne den muslimischen Theologen im Hinblick auf deren Überzeugungen vorwerfe.
Beispielhaft hierfür sind Aussagen wie „Deutschland den Deutschen!“, das äußerte Tillschneider in einer Rede auf einer Demonstration im September 2017.
Der Islamwissenschaftler und Jurist Mathias Rohe nennt im Handbuch Christentum und Islam in Deutschland die von Tillschneider 2014 aufgestellte, „im klaren Gegensatz zur deutschen Verfassungsordnung und zur Europäischen Menschenrechtskonvention“ stehende Forderung, die Errichtung von Moscheen in Deutschland von örtlichen Abstimmungen abhängig zu machen, „exemplarisch für derartige rechtspopulistisch-islamfeindliche Positionen“.
2016 verabschiedete die AfD ihr Grundsatzprogramm, in dem sie festhielt, dass der Islam nicht zu Deutschland gehöre. In der vorangegangenen Diskussion hatte Tillschneider – erfolgreich – darauf gedrungen, dass ein Antrag, der sich für eine Unterstützung eines aufgeklärten Islams aussprach, abgelehnt werden müsse. Man solle „nicht für die Verwestlichung des Islams eintreten“. Nach dem Parteitag verdeutlichte er: „Ich kritisiere den Islam nicht an sich und will ihn weder reformieren noch aufklären. Das halte ich gar nicht für möglich. Eine universalistische Islamkritik bezieht sich im Gegensatz zu meiner Islamkritik auf angeblich universelle, global geltende Werte, die auch der Islam respektieren müsse, und deshalb brauche es einen Reformislam.“ Das sei nicht seine Position, sondern die sei: „Die Deutschen haben ihre Kultur, die Muslime haben ihre Kultur, und das passt nicht zusammen.“ Er habe sich im Studium bewusst für einen Aufenthalt in Damaskus entschieden, Kairo wäre ihm zu „verwestlicht“ gewesen. Ihm gehe es um Identitäten, darum seine Unterstützung für die Identitäre Bewegung. Würden „verschiedene Kulturen in einer Gesellschaft zusammengewürfelt, verschmelzen sie entweder zu einem grauen Einheitsbrei oder es entstehen Konflikte. Multikulti funktioniert nicht.“ Er wolle einen „Islam, der islamisch ist, und ein Deutschland, das deutsch ist“.
Patrick Gensing bezeichnet eine Aussage Tillschneiders vor AfD-Mitgliedern 2018, nach der der Islam neben anderen auch vom Zentralrat der Juden in Deutschland instrumentalisiert werde, „um in Deutschland multikulturelle Verhältnisse herbeizuführen“, „die deutsche Kultur zu schwächen“ und die „Abschaffung unseres Volkes“ herbeizuführen, als antisemitische These einer jüdischen Verschwörung gegen Deutschland. Auch Tillschneiders Aussage, die Globalisierung solle „nicht mehr nur ein Projekt der Eliten bleiben, getragen von einer kleinen Schicht internationaler Vagabunden“, und daher solle dieses „internationale Vagabundentum […] nun verbreitert und popularisiert werden, weil es die Säure ist, die unsere Nationalstaaten zerfrißt“, führt Gensing als Beispiel dafür an, „wie die Denk- und Sprachmuster klassischer antisemitischen (sic!) Verschwörungslegenden übernommen werden“.

### Unterstützung für Russlands Angriffskrieg
Kurz vor dem russischen Überfall auf die Ukraine sagte Tillschneider in einer rechten Talkrunde über den russischen Präsidenten Wladimir Putin, dieser sei ein „echter Kerl, ein richtiger Mann mit gesundem Wertegerüst“. Den US-Präsidenten Joe Biden nannte er hingegen eine „giftige alte Kröte“.
Eine Tagesschau-Meldung mit dem Titel „Russland greift an“, zu Beginn des russischen Überfalls auf die Ukraine, kommentierte Tillschneider auf Twitter mit den Worten: „Falsch. Russland wehrt sich.“ Diesen Tweet löschte er später. In der Lokalpresse wurde Tillschneider daraufhin als „Putin-Versteher“ bezeichnet. Am 28. Februar 2022 sagte Tillschneider auf einer Demonstration in Querfurt: „Wladimir Putin verteidigt russische Interessen, und das ist sein gutes Recht.“ Er behauptete ferner: „In diesem Fall gilt, wie so oft in der Geschichte, dass der Angreifer nicht der eigentliche Aggressor ist.“ Tillschneider unterschrieb das von Sahra Wagenknecht und Alice Schwarzer verfasste Manifest für Frieden, in dem die Aufnahme von Friedensverhandlungen und ein Ende der Waffenlieferungen an die Ukraine gefordert werden, und nahm Ende Februar 2023 an der entsprechenden Kundgebung „Aufstand für Frieden“ in Berlin teil. Auf einer „Friedensdemo“ des AfD-Landesverbands Sachsen-Anhalt in Magdeburg sagte er, die Bundesregierung habe „dem eigenen Volk den Krieg erklärt“, daher „führen wir Krieg gegen diese Bundesregierung“. Zudem äußerte Tillschneider, Wagenknecht und die AfD trenne weniger voneinander als von CDU, SPD oder Grünen. Anfang 2023 gründete Tillschneider zusammen mit dem Herausgeber des rechtsextremen Magazins Compact, Jürgen Elsässer, den Verein Ostwind für „Frieden und Freundschaft mit Russland“. Tillschneider sagte dazu, die USA wollten „uns“ in der Ukraine „als Bauern aufs Schlachtfeld führen“ und das „Regenbogenimperium“ ausbreiten. In Russland herrsche hingegen „eine in der Tradition verwurzelte Lebensweise, die sich mehr und mehr als Gegenentwurf zur traditions-, identitäts- und geschlechtslosen Regenbogengesellschaft des Westens“ begreife. Während die USA „uns […] vom Multikulturalismus bis zum Genderismus nach ihrem Bilde umformen“ wollten, so Tillschneider, sei „mit Russland eine Partnerschaft möglich, die uns sein lässt, wie wir sind. Freundschaft mit Russland bedeutet nicht Unterwerfung, Freundschaft mit Russland bedeutet Befreiung“. In St. Petersburg besuchte Tillschneider Mitte August 2023 die elfte „Moskauer Sicherheitskonferenz“, zu der der Kreml Staaten wie China, den Iran oder Saudi-Arabien eingeladen hatte. In diesem Zusammenhang veröffentlichte er auf der Plattform TikTok ein Video, in dem er betonte, wie „geschmackvoll erleuchtet“ Moskau bei Dunkelheit sei und wie angenehm das Leben in Russland sei, alles sei „sehr sauber“, die Menschen wirkten „ruhig und zufrieden“ und es gehe ihnen gut. Überschrieben war das Video mit den Worten „Glanz, Ordnung, Wohlstand und Sauberkeit“. Im März 2024 gehörte er zu den wenigen deutschen Politikern, die Putin zum Wahlsieg gratulierten. Im September 2024 sprach er sich gegen Sanktionen aus.

### Antiamerikanismus und Holocaust-Relativierung
Nach dem Terrorangriff der Hamas auf Israel im Oktober 2023 sagte Tillschneider in einem Interview mit dem rechten Magazin Freilich, er würde, auch wenn es „natürlich nicht“ beweisbar sei, „die Vermutung wagen, dass die USA über ihre klandestinen Hamas-Kontakte zumindest einen Impuls für den Angriff gegeben haben könnten“. Das sei in seinen Augen „die wahrscheinlichste Erklärung“. Auf seinem TikTok-Kanal sagte Tillschneider, Israel strafe im Gazastreifen „die Palästinenser kollektiv für die Verbrechen der Hamas“. Das sei ein „Verstoß gegen Menschenrecht“. „Genau das Gleiche“ gelte „übrigens für die Deutschen und den Holocaust“; man könne „nicht das ganze deutsche Volk in Verantwortung ziehen für die Verbrechen einiger weniger“.

## Schriften (Auswahl)
Monografien
- Die Entstehung der juristischen Hermeneutik (uṣūl al-fiqh) im frühen Islam (= Arbeitsmaterialien zum Orient. Bd. 20). Ergon-Verlag, Würzburg 2006, ISBN 978-3-89913-528-2 (zugl. Kurzfassung seiner Magisterarbeit).
- Typen historisch-exegetischer Überlieferung: Formen, Funktionen und Genese des asbab an-nuzul-Materials (= Mitteilungen zur Sozial- und Kulturgeschichte der islamischen Welt. Bd. 30). Ergon-Verlag, Würzburg 2011, ISBN 978-3-89913-861-0 (zugl. Dissertation).
- mit Christoph Werner, Daniel Zakrzewski: Die Kujuji-Stiftungen in Tabriz: Ein Beitrag Zur Geschichte der Jalayiriden (Edition, Übersetzung, Kommentar) (= Nomaden und Sesshafte. Bd. 16). Reichert Verlag, Wiesbaden 2013, ISBN 978-3-89500-936-5.

Beiträge
- Allgemeiner Wortlaut und eingeschränkter Sinn. Die Fundierung der juristischen Hermeneutik (usūl al-fiqh) in der Risāla des Šāfiʿī. In: Asiatische Studien: Zeitschrift der Schweizerischen Asiengesellschaft. Band 59 (2005), S. 907–924.
- Die Entstehung des Salafismus aus dem Geiste des sunnitischen Islams. In: Thorsten Gerald Schneiders (Hrsg.): Salafismus in Deutschland. Ursprünge und Gefahren einer islamisch-fundamentalistischen Bewegung. Transcript Verlag, Bielefeld 2014, ISBN 978-3-8376-2711-4, S. 125 ff.